# Federación de Fútbol de Bonaire
La Federación de Fútbol de Bonaire (en inglés Bonaire Football Federation) es el organismo que rige al fútbol en Bonaire. Fue fundada en 1960 y afiliada a la CONCACAF desde 2013. Está a cargo de la Liga de Fútbol de Bonaire, la Copa MCB, de la Selección de fútbol de Bonaire y la Selección femenina de fútbol de Bonaire además de todas las categorías inferiores.